# Бахе, Отто
Отто Бахе (дат. Otto Bache; 21 августа 1839, Роскилле — 28 июня 1927) — датский живописец, педагог. Профессор, директор Датской королевской академии изящных искусств (1890-	1892, 1896—1899, 1905—1906).

## Биография
В 11-летнем возрасте добился разрешения и был принят в Королевскую датскую академию изящных искусств. С 1854 по 1857 год — ученик Вильгельма Марстранда.
В 1856 году был награжден Малой, а в 1857 году Большой серебряными медалями, позволившими ему получить стипендию и в 1866—1868 годах совершить путешествие в Париж и Италию.
В 1866—1867 годах в Париже занимался в мастерской Жана-Леона Жерома. Позже путешествовал по Испании (1884) и Германии (1896 и 1903). В 1872 году был избран членом Копенгагенской Академии художеств, с 1887 года — её профессор (1887—1909), затем — директор Датской королевской академии изящных искусств (1890-	1892, 1896—1899, 1905—1906).

## Творчество
Художник-реалист, автор исторических картин, многие из которых изображают ключевые события в истории Дании, портретов по заказу датского королевского двора для замка Фредериксборг, портретов генералов и адмиралов, придворных, аристократии и художников. Его автопортрет (1888) хранится в галерее Уффици во Флоренции. Жанровые и анималистические картины О. Бахе хранятся в датской королевской картинной галерее.
С 1856 по 1923 год, регулярно участвовал в академических выставках в Шарлоттенборге, а также в Вене (1882), Лондоне (1907), Мальмё (1914, Балтийская выставка).
Картины Отто Бахе хранятся в музеях Копенгагена, Ольборга, Хиллерёда, Оденсе, Рибе, Хельсинки, Стокгольма, Флоренции.
Отец музыканта Паулуса Бахе.
Похоронен на кладбище Хольмен в Копенгагене.

## Награды
- Командор Ордена Даннеброг
- Крест чести ордена Даннеброг
- Медаль Торвальдсена Датской королевской академии изящных искусств (1872)
- Его работы удостаивались золотых медалей на международных выставках в Париже (1889), Мюнхене (1893), Берлине (1896).

## Избранные картины

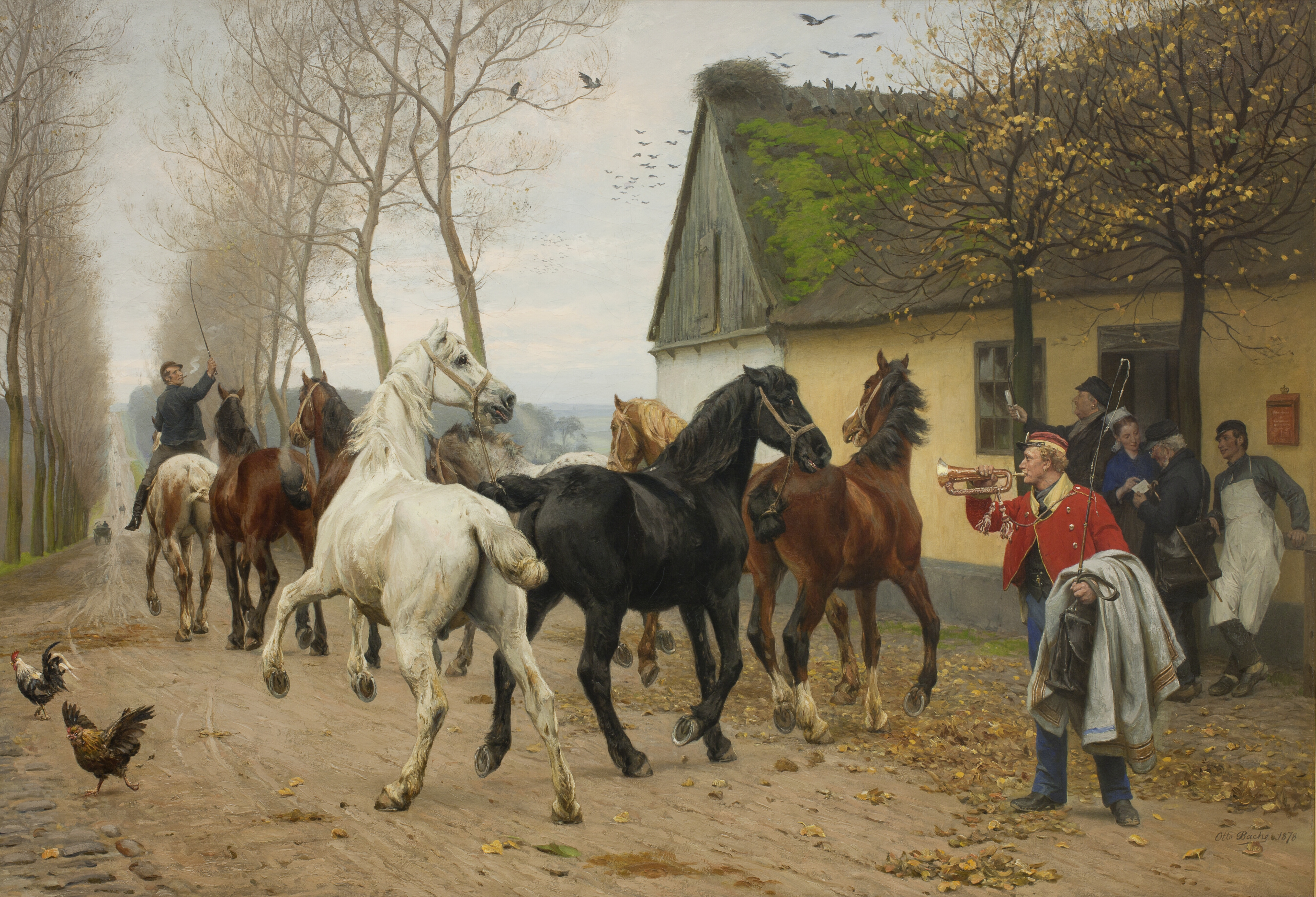
Табун лошадей у гостиницы
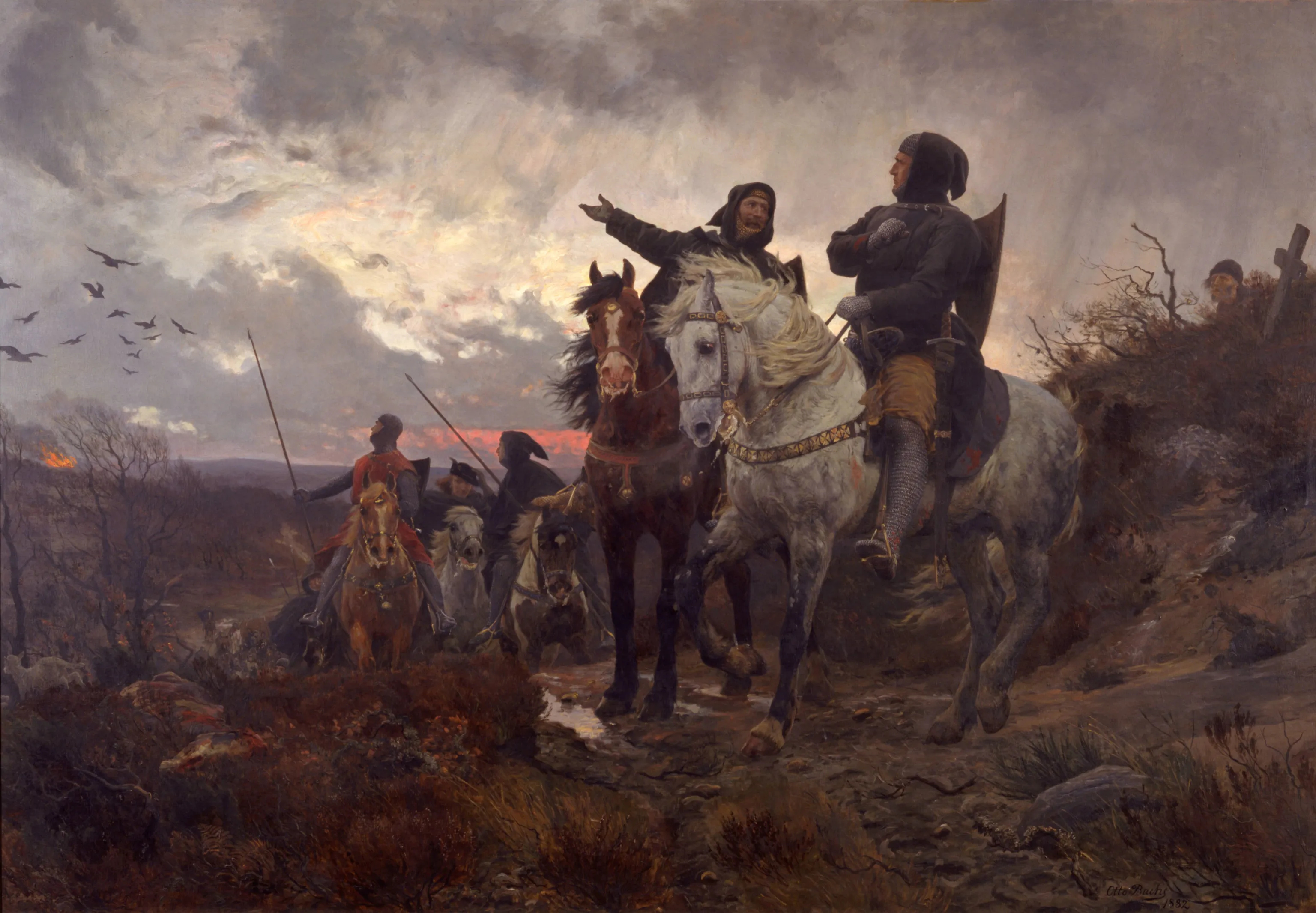
Заговорщики после убийства короля Дании Эрика V
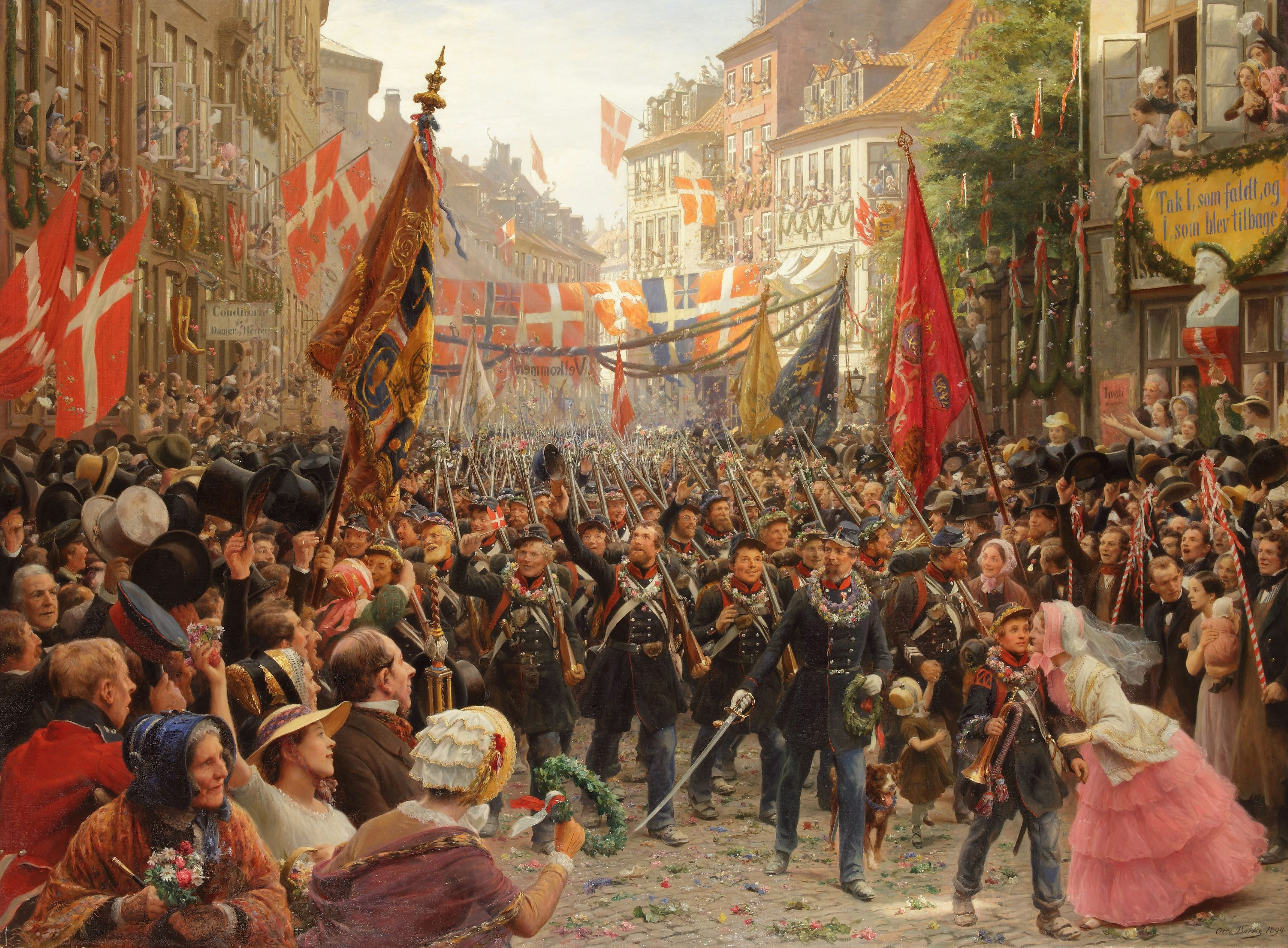
Вступление датских войск в Копенгаген в 1848 г.
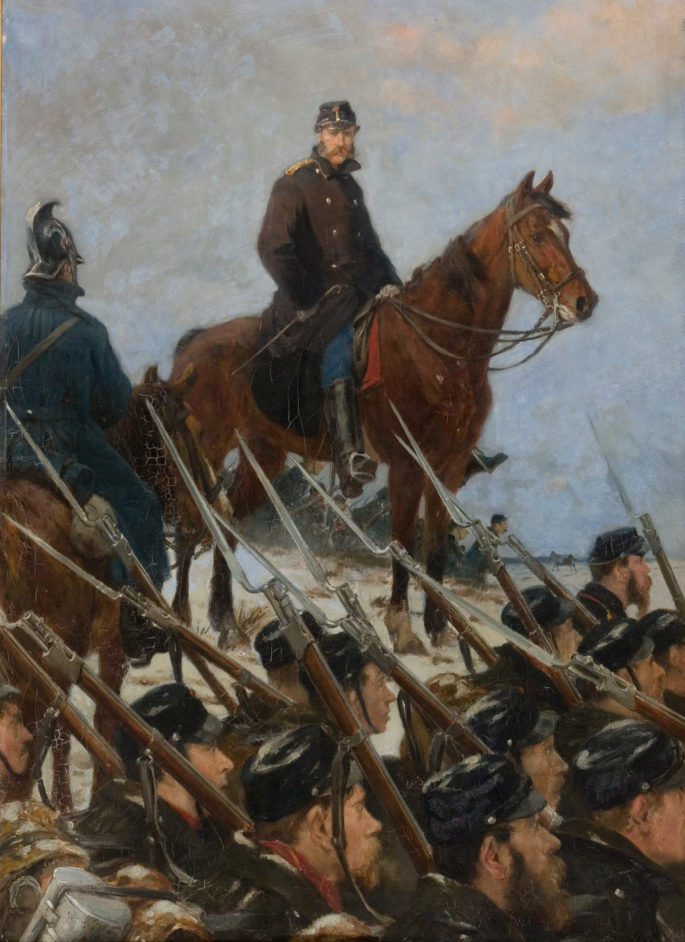
Портрет полковника Мюллера во время битвы при Занкельмарке